# Haslum
Haslum és un districte del municipi de Bærum, Noruega. La seva població (2007) és de 6.041 habitants. Haslum està comunicat per l'estació de Haslum de la línia Kolsås (Kolsåsbanen) del metro d'Oslo. Es troba entre Avløs i Gjønnes. Haslum és conegut per l'església d'Haslum (Haslum kirke), la seva església parroquial medieval, que està envoltada per un cementiri històric. 

## Galeria de l'església de Haslum

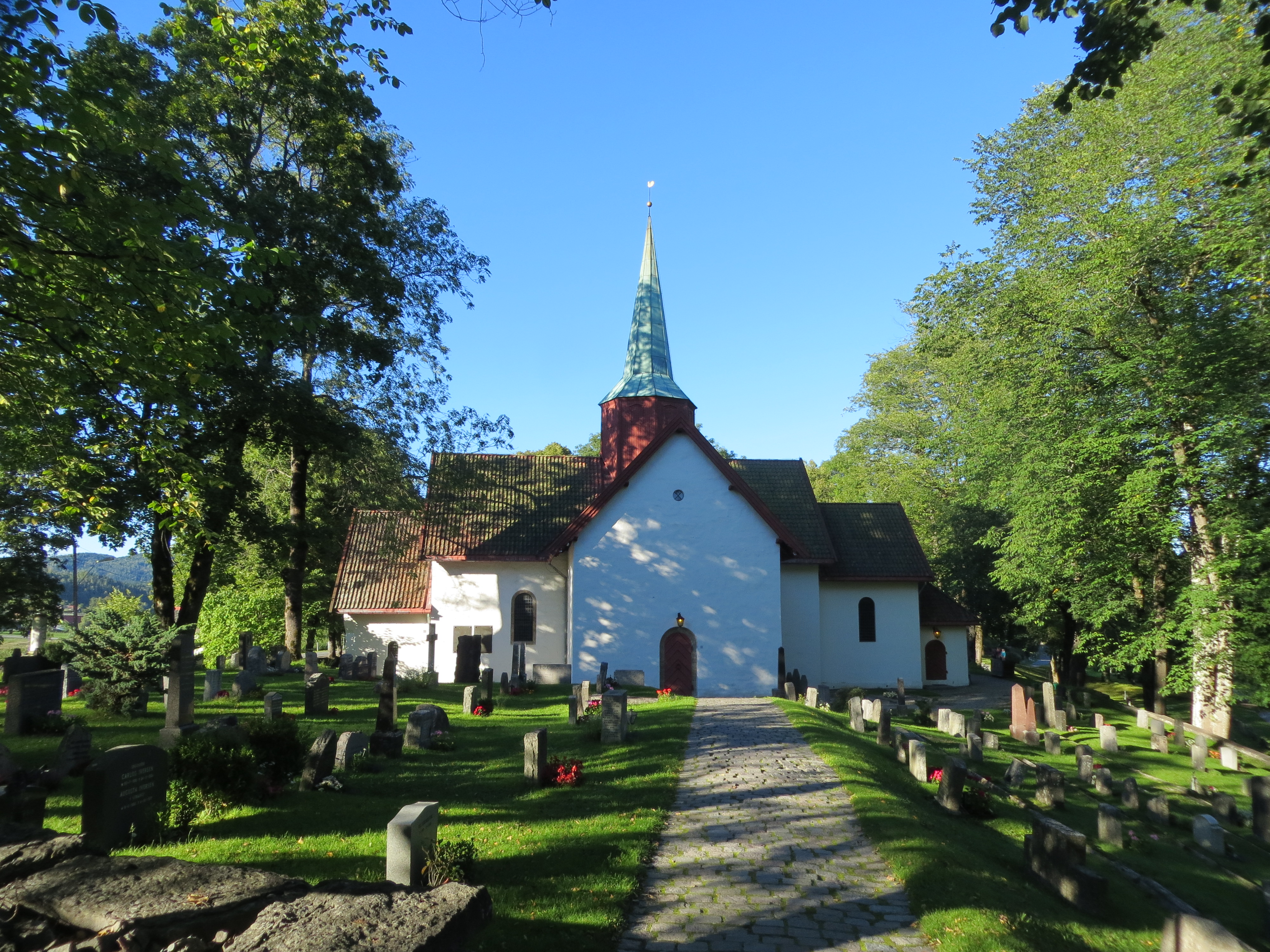
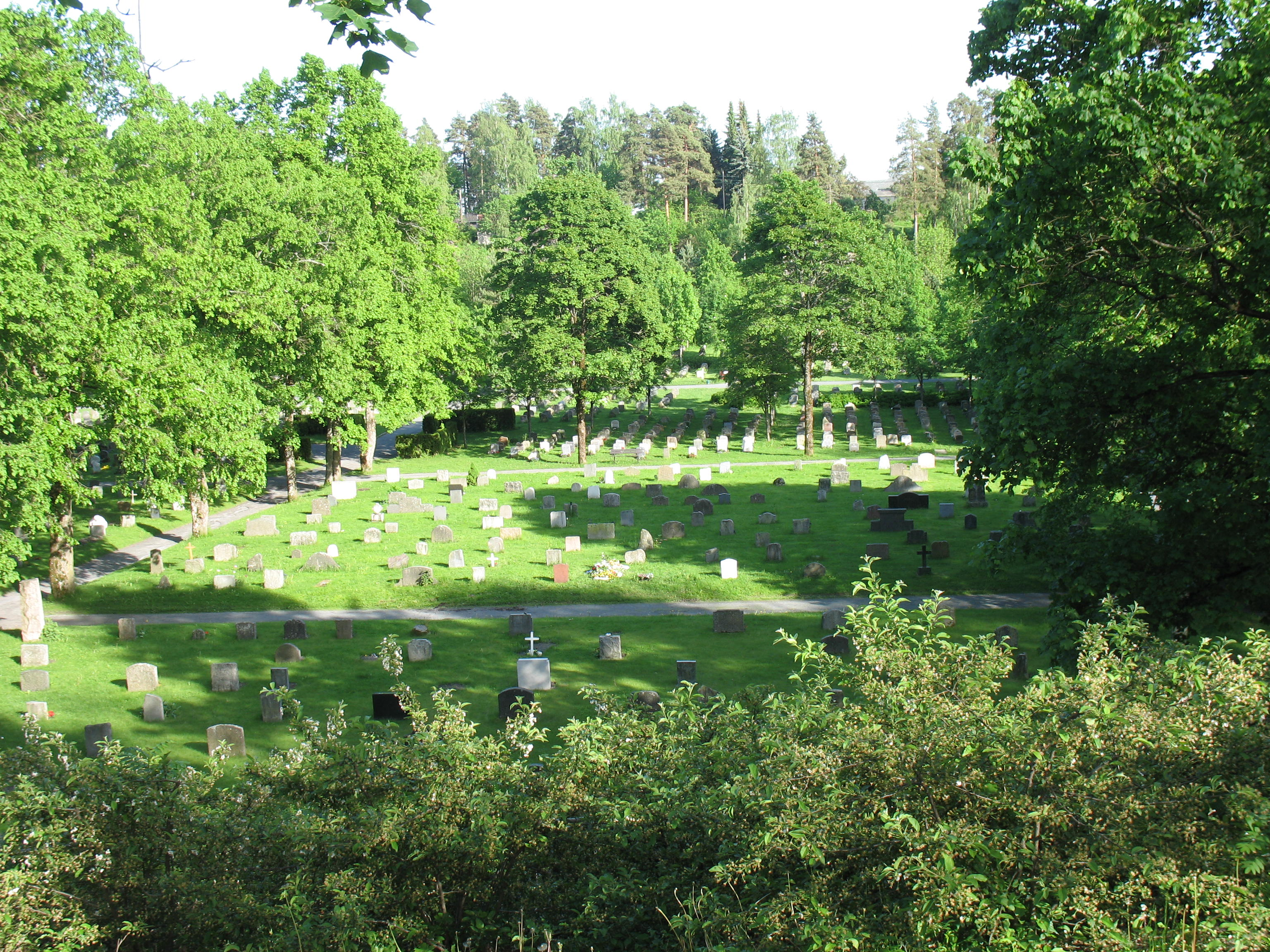
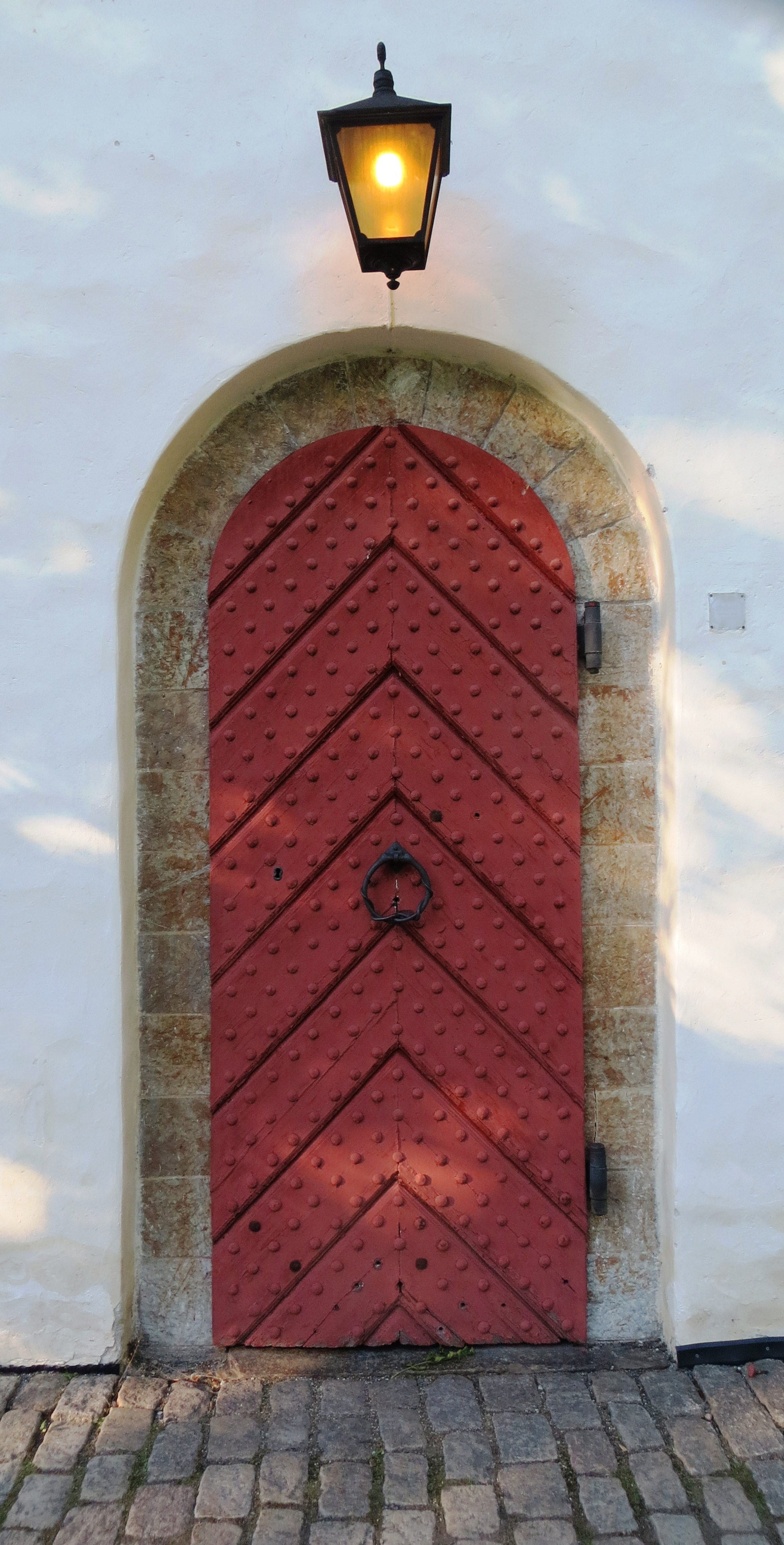
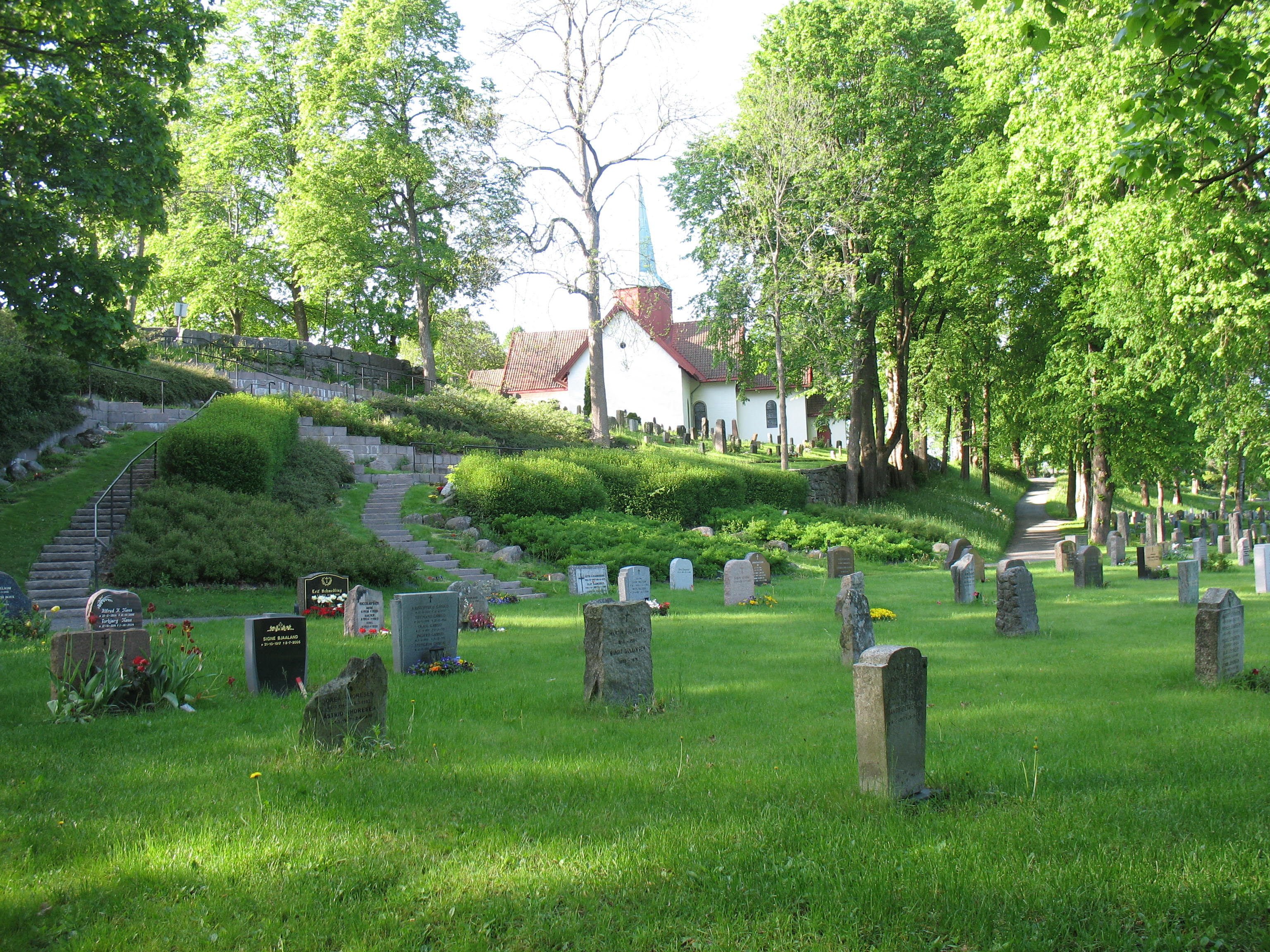
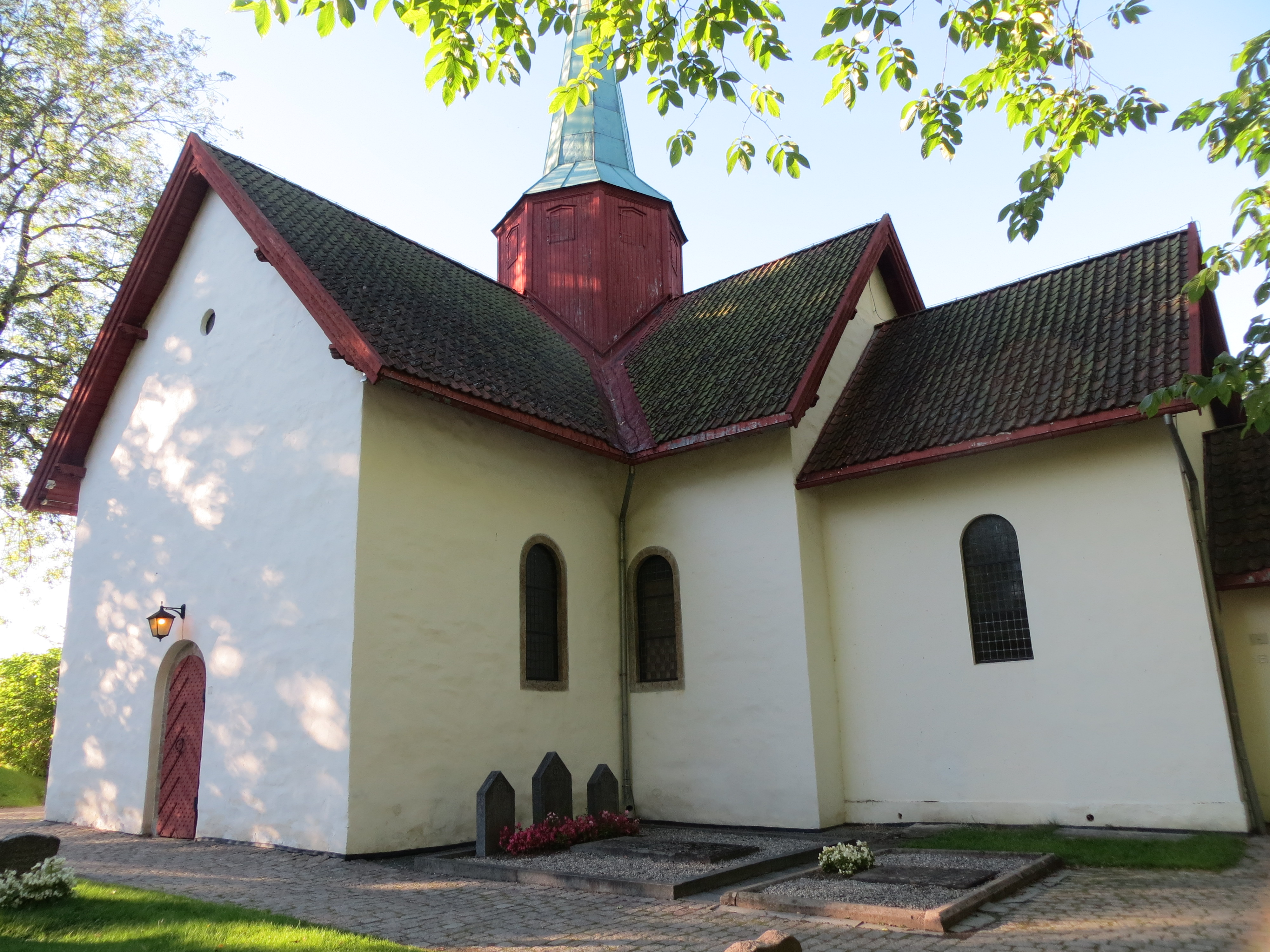